# Stomatološki fakultet u Zagrebu
Stomatološki fakultet u Zagrebu je fakultet u Zagrebu. 
Dijelom je Sveučilišta u Zagrebu. Nastava je počela s izvođenjem 1948. godine, i to najprije u okviru Medicinskog fakulteta.

## Vanjske poveznice
- Službene stranice